# Ivan Impoco
Ivan Impoco (1956) is een Franse stottertherapeut.
Als onverbeterlijk stotteraar ontdekte hij in 1983 een methode, waardoor hij niet meer stottert. De 'Impoco-techniek' bestaat erin om minder te articuleren en bij elke lettergreep een spiercontractie van de bovenarmen te doen.
In 1985 richtte Impoco zijn eigen organisatie op (IEB, 'Het Internationaal Instituut ter bestrijding van het Stotteren'). Sindsdien reist hij heel Europa rond om stotteraars zijn zelfbedachte spreektechniek aan te leren. 
Intussen hebben al meer dan 3.000 stotteraars een dergelijke 'Impoco-stage' gevolgd. In Vlaanderen staat de Vlaamse Stotter Unie in voor de organisatie van de stages. 
Opvallend is ook dat Impoco niet over 'stotteren' spreekt, maar wel over 'mondelinge onzekerheid'. Stotteren is immers niet enkel wat je hoort of ziet (de blokkades), maar ook wat je niet hoort of ziet (het veelvuldig gebruiken van synoniemen of gewoon zwijgen). Om dit duidelijk te maken, gebruikt Impoco graag de metafoor van de ijsberg. 